# Agnete
Agnete er et pigenavn, der er afledt af Agnes. Navnet forekommer også i versionerne Agnethe, Agneta og Agnetha. Næsten 3.400 danskere bærer et af disse navne ifølge Danmarks Statistik.

## Kendte personer med navnet
- Sankt Agnete, katolsk helgen.
- Agnethe Davidsen, grønlandsk politiker.
- Agneta Ekmanner, svensk skuespiller.
- Agnetha Fältskog, svensk sanger (ABBA) og sangskriver.
- Mette Agnete Horn, dansk skuespiller.
- Agnete Johnsen, norsk sanger og sangskriver
- Agnete Laustsen, dansk politiker og tidligere minister.
- Agnete von Prangen, dansk skuespiller og manuskriptforfatter.
- Agnete Seidelin, dansk botaniker.

## Navnet anvendt i fiktion
- Agnete og Havmanden er sagnskikkelser fra den danske mytologi, som flere gange er brugt som tema i kunsten, f.eks. et digt fra 1894 af Edvard Blaumüller, en komposition af Carl Johan Frydensberg, en komposition af Jens Laursøn Emborg, en komposition af Peter Erasmus Lange-Müller og en springvandsskulptur af Johannes Bjerg ved Århus Rådhus.
- Agnete er en af hovedrollerne i det danske nationalskuespil Elverhøj af Johan Ludvig Heiberg med musik af Friedrich Kuhlau.
- Agnete er titlen på en roman fra 1893 af Amalie Skram.
- Agnete er en figur i Matador, der spilles af Lene Brøndum.
- Agnete er navnet på Max' mor i tv-serien Max samt filmen Max Pinlig. Hun spilles af Mette Horn, der i øvrigt hedder Agnete til mellemnavn.